# Cá taimen Sakhalin
Cá taimen Sakhalin (danh pháp hai phần: Hucho perryi) là một loài cá trong họ Cá hồi. Chúng là một trong những loài cá hồi lớn nhất và cổ xưa nhất và chủ yếu sinh sống ở hạ lưu và trung lưu của hồ và sông. Loài này dài hơn 30 cm gần chỉ ăn cá, trong khi thức ăn của cá con chủ yếu là côn trùng thủy sinh. Cá cái đẻ từ 2.000 đến 10.000 quả trứng trên mặt sỏi ở suối vào mùa xuân. Mẫu trung bình bắt được có cân nặng khoảng 5 kg (11 lb). Con lớn nhất bắt được ghi nhận có trọng lượng đạt mức 9,45 kg / 20 lb 13 oz (kỷ lục thế giới IGFA). Theo kỷ lục ghi được tại Nhật Bản nhưng không chính thức thì con cá có chiều dài 2 m 10 cm đã bị bắt vào năm 1937 từ sông Tokachi, Hokkaido. Nghiên cứu kết luận rằng loài cá này rất đáng ngạc nhiên là có khả năng thay đổi giới tính của riêng mình phục vụ cho giao phối.
Loài cá này được tìm thấy ở Tây Bắc Thái Bình Dương: đảo Sakhalin (Nga), đảo Hokkaido (Nhật Bản) và các khu vực của lục địa Nga ở Viễn Đông.

## Hình ảnh

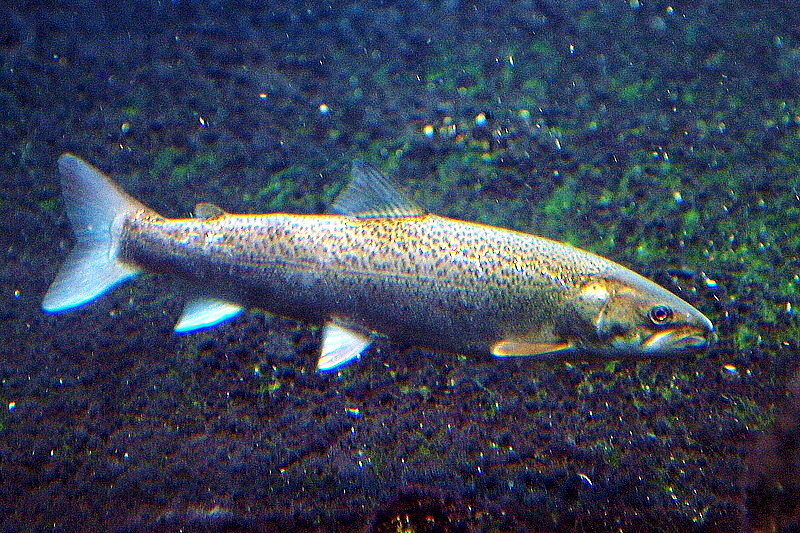
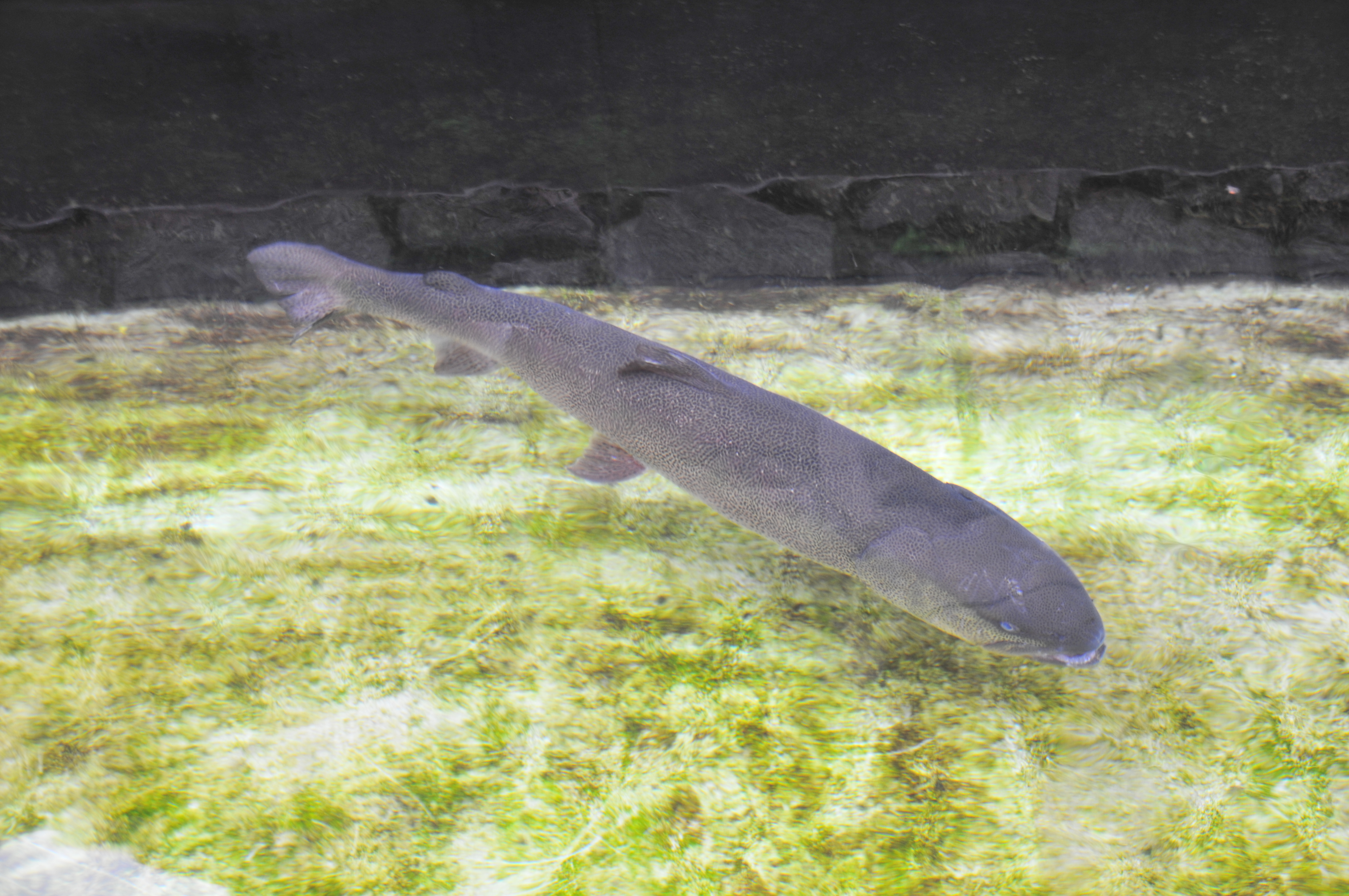
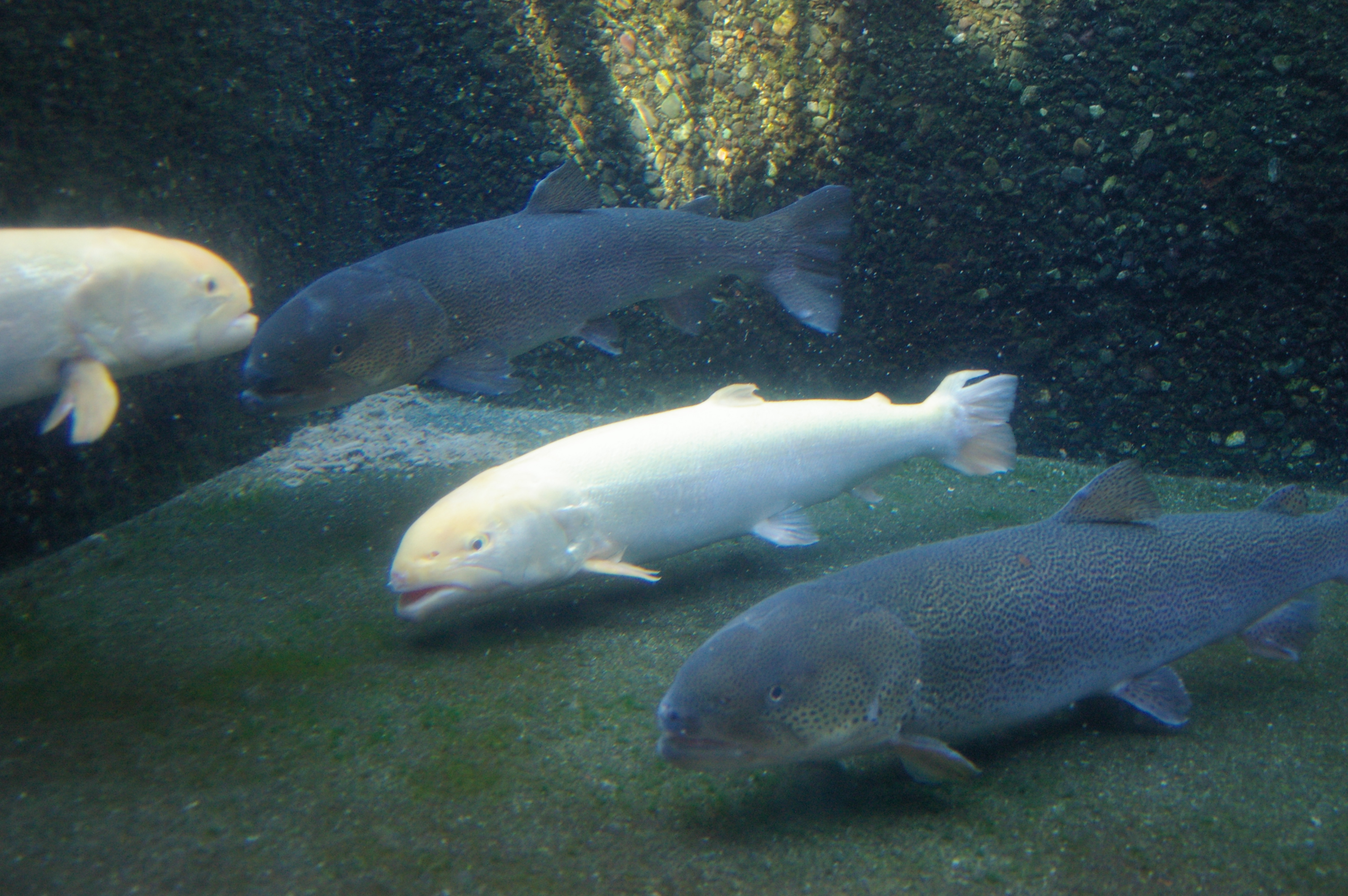

- Tập tin:Tập